# Luitpoldpark (Berchtesgaden)

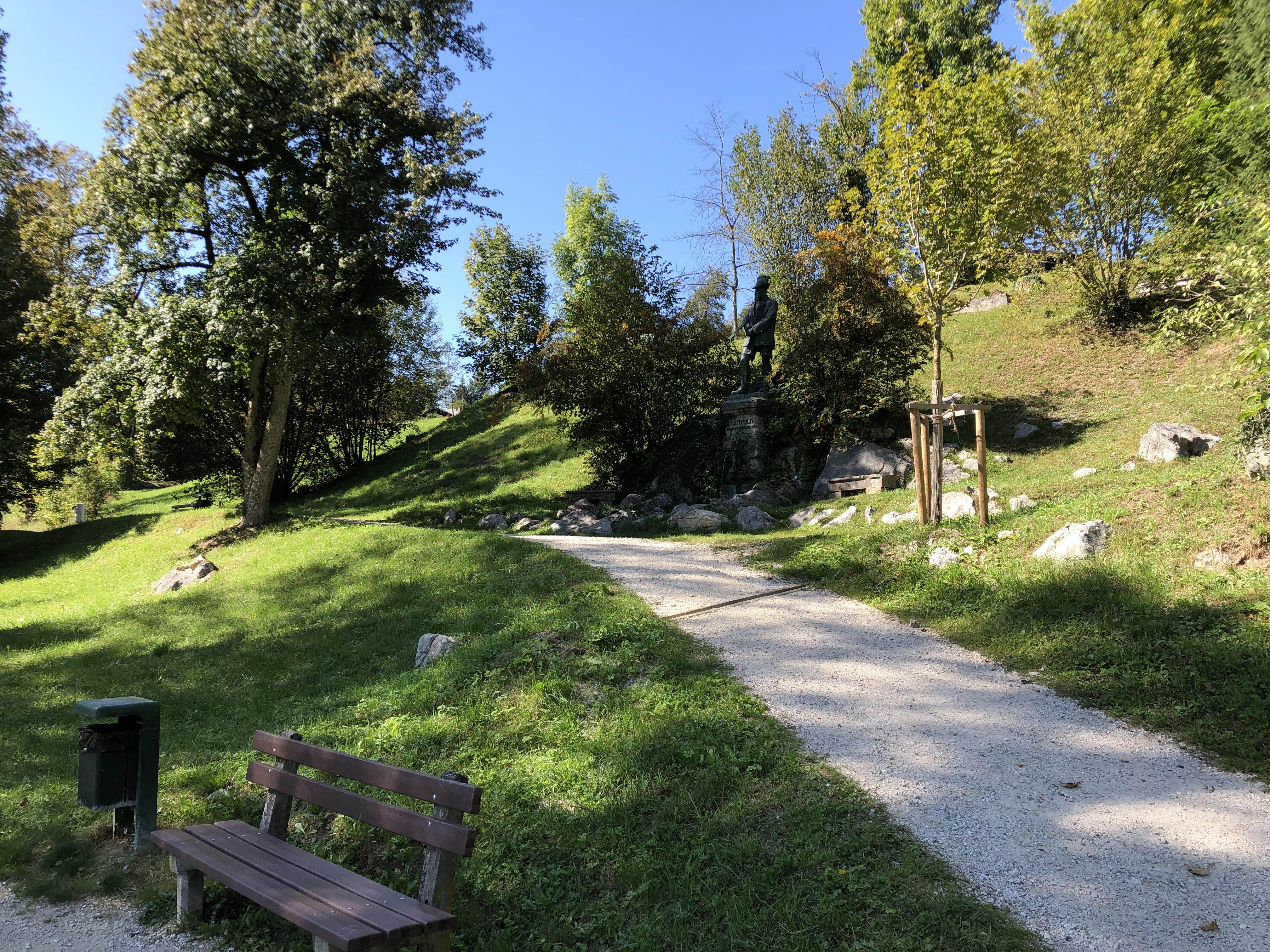
Teilansicht des Luitpoldparks

Der Berchtesgadener Luitpoldpark (vorher: Luitpoldhain) ist eine denkmalgeschützte Parkanlage am westlichen Rand des Marktzentrums von Berchtesgaden im oberbayerischen Landkreis Berchtesgadener Land.

## Geschichte
Vor seiner Gestaltung zum Park war das Areal zwischen der Kälbersteinstraße und der Von-Hindenburg-Allee eine Freiung mit der Bezeichnung „Kugelfeldfreie“ und diente seit „urdenklicher Zeit“ zum Abhalten von Viehmärkten und „öffentlichen Spielen“. Darüber hinaus wurde es in den Jahren 1834 und 1835 auch als Exerzierplatz der Nationalgarde genutzt.
Ein erster Park an dieser Stelle wurde dann im Auftrag des bayerischen Königs Maximilian II. angelegt, der ihm gegenüber in der Kälbersteinstraße zwischen 1849 und 1852 auch die Königliche Villa hat erbauen lassen.
In einem Brief vom 15. Februar 1892 wurde der Marktgemeinde Berchtesgaden seitens der „Hofgärtenabteilung des Obersthofmarschall-Stabes“ mitgeteilt, dass Prinzregent Luitpold von Bayern auf eigene Kosten die Herstellung einer neuen Parkanlage am Kugelfeldanger übernimmt und die Übergabe an die Gemeinde nach deren vollständigen Fertigstellung erfolgen wird.
Die Aufstellung des von Ferdinand Freiherr von Miller gegossenen Bronzedenkmals, das den Prinzregenten in Jagdkleidung darstellt, wurde schließlich 1893 zum offiziellen Anlass, den „Luitpoldpark“ zu eröffnen bzw. der „Öffentlichkeit zur Verfügung“ zu stellen. Unterhalten wurde der Park anfangs vom Fremdenverkehrsverein Berchtesgaden, derzeit (Stand: 2022) obliegt die Verkehrssicherungspflicht der Marktgemeinde Berchtesgaden, wiewohl der Park weiterhin Eigentum des Wittelsbacher Ausgleichsfonds ist.
Seit mehreren Jahrzehnten ist innerhalb des Luitpoldparks auch eine Minigolfanlage in Betrieb.
Der Luitpoldpark inklusive des Bronzedenkmals ist ein nachqualifiziertes Einzeldenkmal.

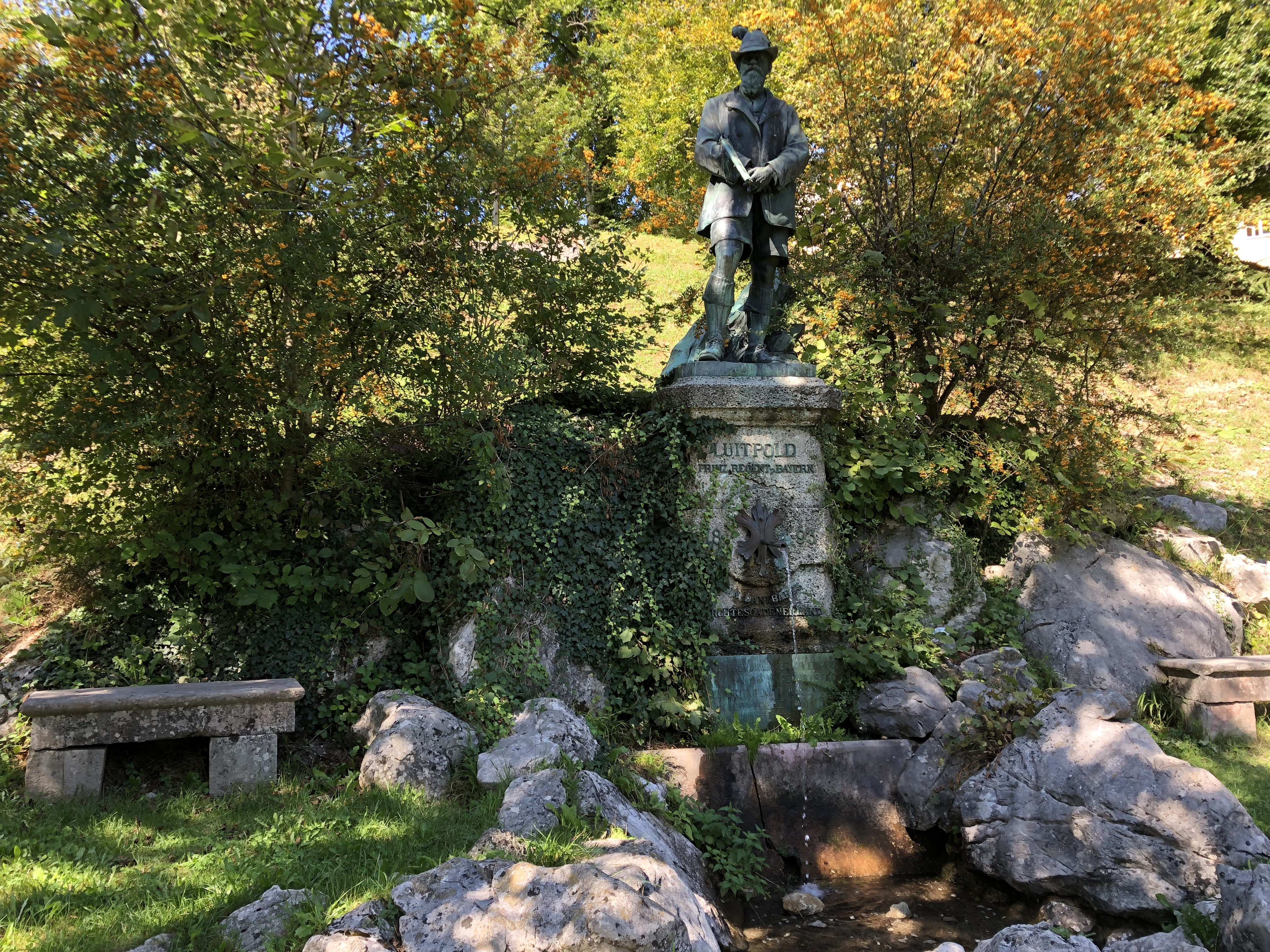
Bronzedenkmal des Prinzregenten Luitpold von Bayern (Sept. 2023)
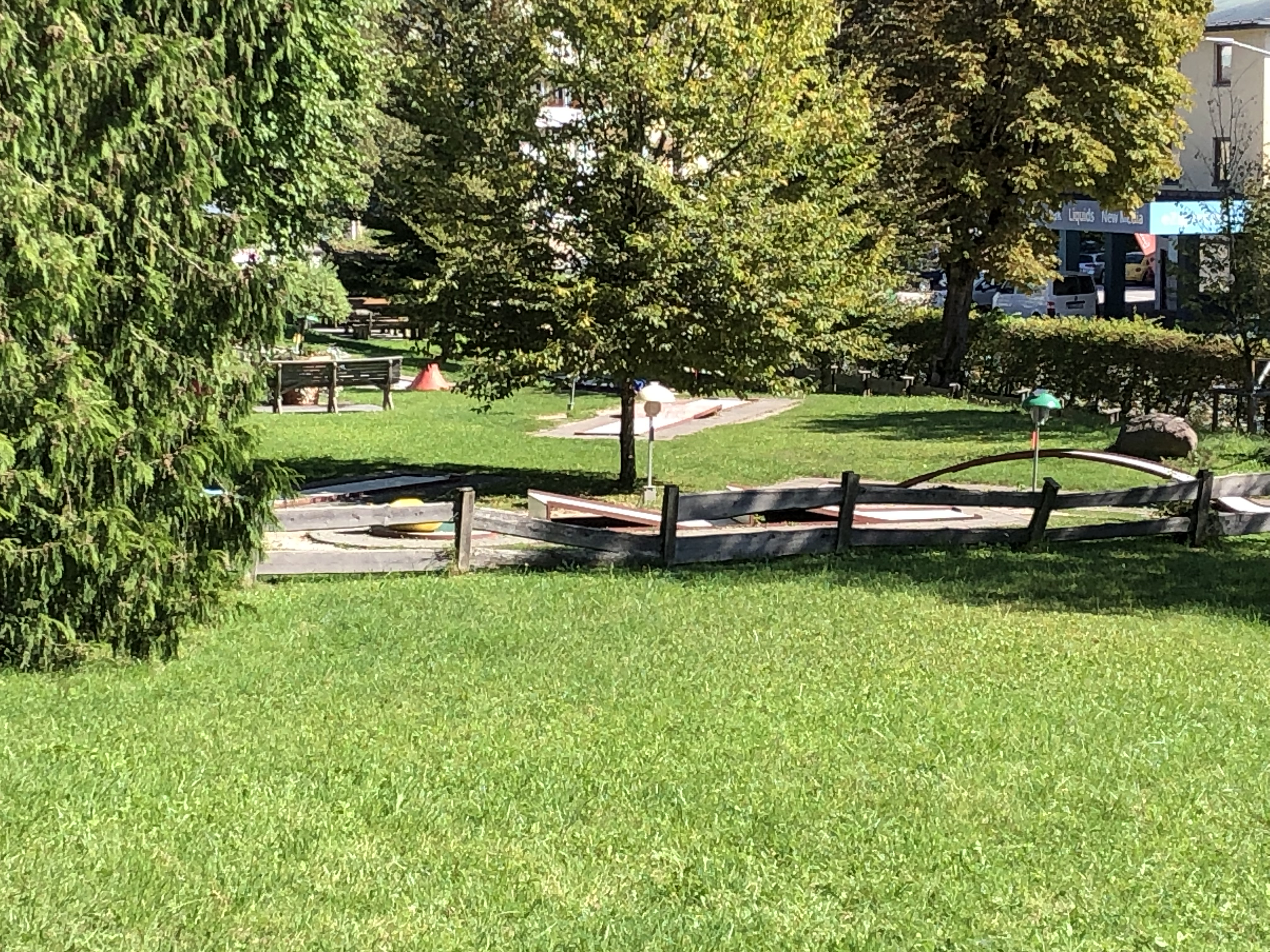
Teilansicht auf den Minigolfplatz (Sept. 2023)
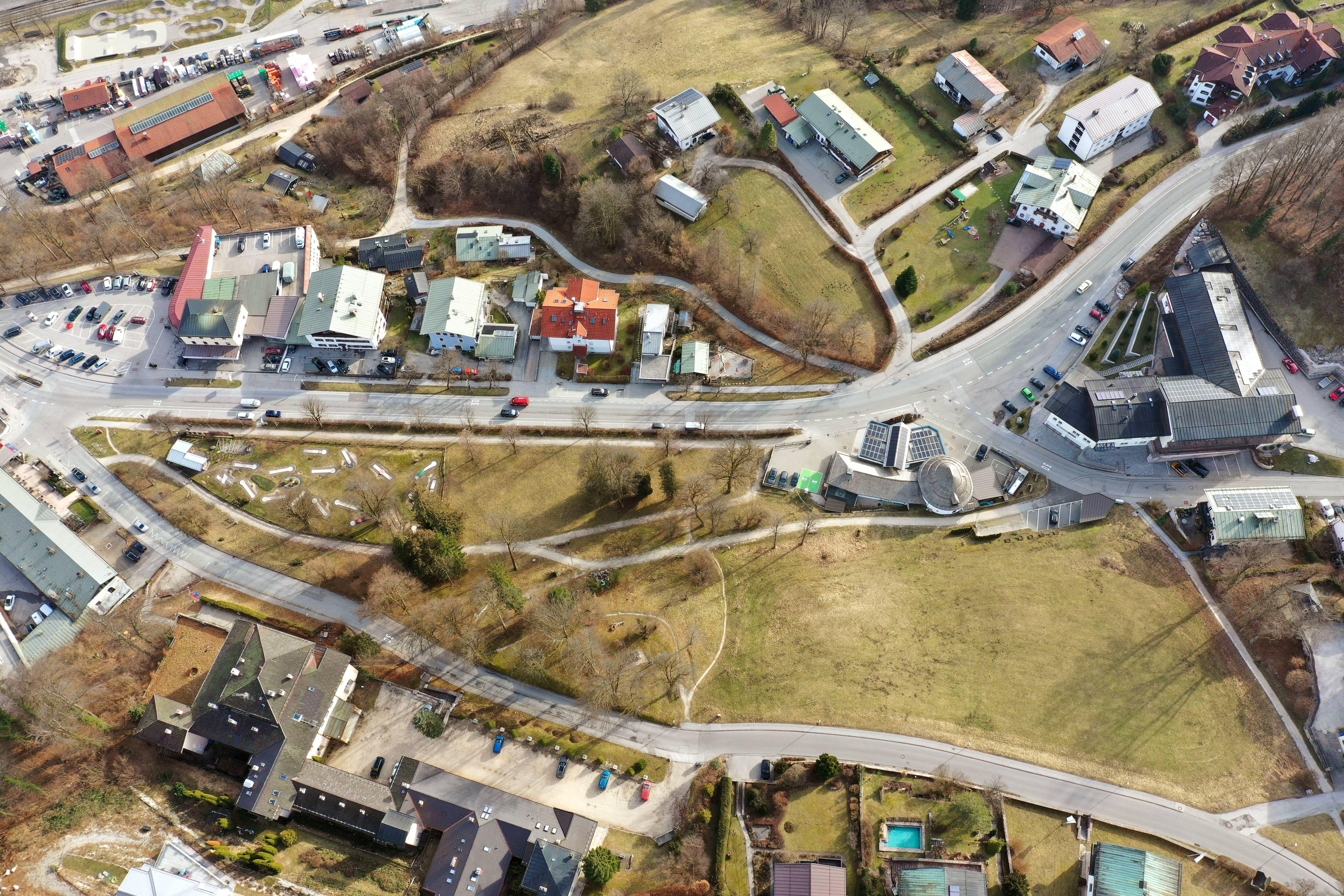
Drohnenaufnahme Luitpoldpark, unterer Bildrand links die Königliche Villa (Feb. 2024)